# Alexander Bandl
Alexander Bandl (Vienna, 3 gennaio 1944) è un ex calciatore austriaco di ruolo difensore.

## Carriera
Inizia la carriera agonistica in Canada, ingaggiato dai Germania-Kickers di Montréal. Dopo un periodo in California, torna in Canada per giocare con il Montréal Cantalia, nella ECPSL.
Nell'estate 1967 si trasferisce negli Stati Uniti d'America per divenire giocatore del New York Generals. Con i Generals ottiene il terzo posto dell'Eastern Division della NPSL. L'anno seguente, la prima della lega nordamericana NASL, passa al Dallas Tornado. Con i Tornado ottiene il quarto ed ultimo posto della Gulf Division.
Dopo aver militato nei messicani dell'Atlante, nel 1969 ritorna in patria per giocare nel VÖEST Linz. Con la sua squadra ottiene il dodicesimo posto nella Nationalliga 1969-1970 ed il sesto in quella seguente.